# شهرستان ساندوفسکی
شهرستان ساندوفسکی (به لاتین: Sandovsky District) یک شهرستان در روسیه است که در استان تور واقع شده‌است.